# Leïla el-Wakil
Leïla El-Wakil (* 1955 in Kairo) ist eine Schweizer Kunsthistorikerin.
El-Wakil promovierte 1986 in Kunstgeschichte an der Universität Genf. Seit 2013 ist sie assoziierte Professorin für Kunstgeschichte an derselben Universität. Ihre Forschung konzentriert sich auf das kulturelle Erbe von Genf. An der Biennale von Venedig 2016 kuratierte sie den Schweizer Pavillon.

## Schriften (Auswahl)
- Bâtir la campagne Genève 1800–1860. Dissertation. Genf: Georg, 1988. ISBN 9782825701577
- Als Herausgeberin: Hassan Fathy dans son temps. Gollion: Infolio, 2013. ISBN 9782884744577
- Beitrag in: Anette Freytag (Hrsg.): Die Gärten von La Gara: ein Landgut aus dem 18. Jahrhundert bei Genf mit Gärten von Erik Dhont und einem Labyrinth von Markus Raetz. Zürich: Scheidegger & Spiess, 2018. ISBN 978-3-85881-570-5
- Mit Francine Giese und Ariane Varela Braga (Hrsg.): Der Orient in der Schweiz: Neo-islamische Architektur und Interieurs des 19. und 20. Jahrhunderts. Berlin/Boston: De Gruyter, 2019. ISBN 978-3-11-058833-0